# Liste der Stolpersteine in Erkner

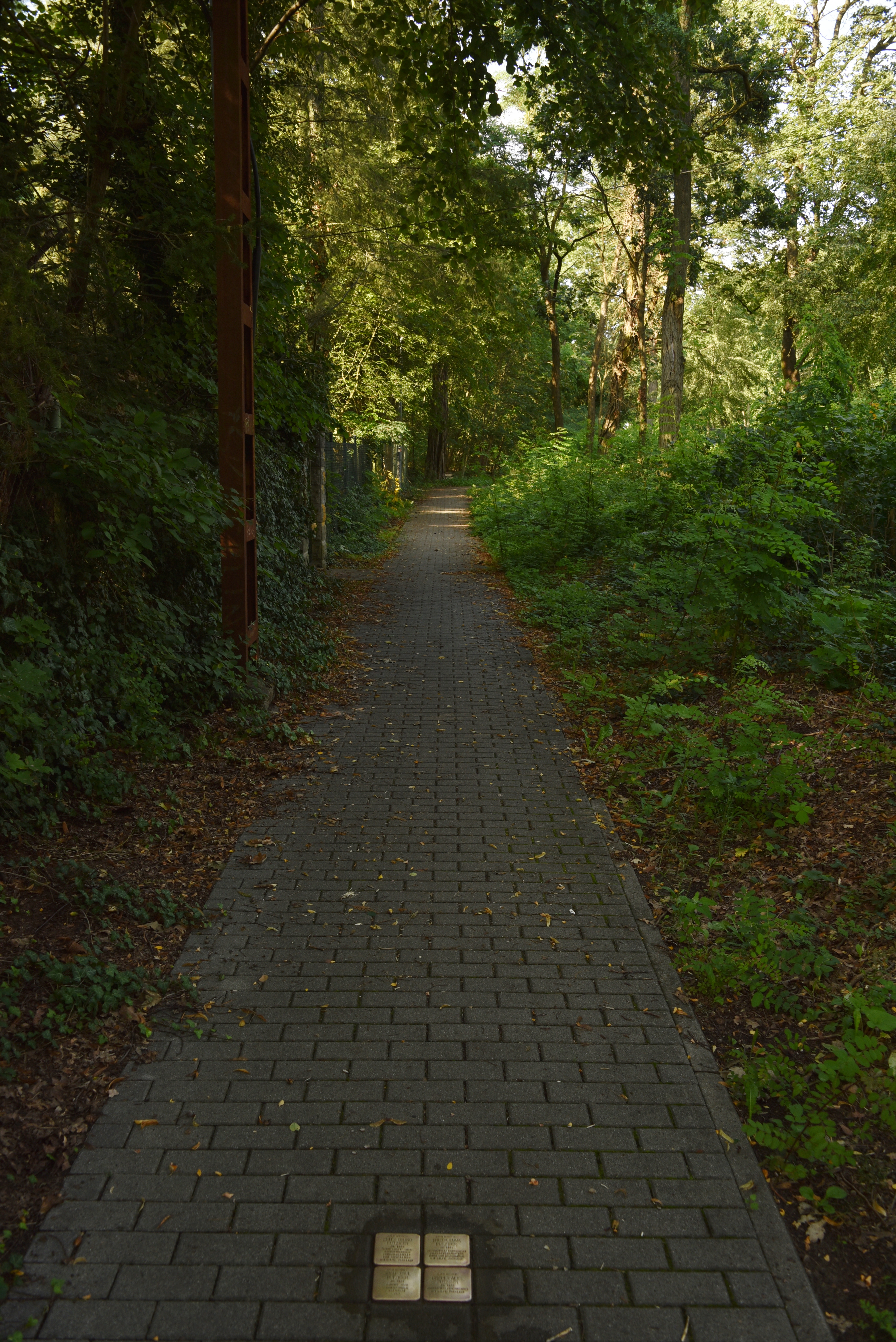
Stolpersteine in der Woltersdorfer Landstraße

In der Liste der Stolpersteine in Erkner werden die vorhandenen Gedenksteine aufgeführt, die im Rahmen des Projektes Stolpersteine des Künstlers Gunter Demnig bisher in Erkner verlegt worden sind.
Sie sind Opfern des Nationalsozialismus gewidmet, all jenen, die vom NS-Regime drangsaliert, deportiert, ermordet, in die Emigration oder in den Suizid getrieben wurden. Demnig verlegt für jedes Opfer einen eigenen Stein, im Regelfall vor dem letzten selbst gewählten Wohnsitz.
Die ersten Verlegungen fanden am 9. Mai 2006 statt.

## Verlegte Stolpersteine
In Erkner wurden zwanzig Stolpersteine an sechs Adressen verlegt.
| Stolperstein | Inschrift | Verlegeort                                 | Name, Leben                                                                |
| ------------ | --- | ------------------------------------------ | -------------------------------------------------------------------------- |
|              | HIER WOHNTE BRUNO DYMAK JG. 1898 AUSGEWIESEN 1943 RICHTUNG OSTEN ?                                                          | Friedrichstraße 46 ·                       | Bruno Dymak                                                                |
|              | HIER WOHNTE HENRIETTE DYMAK JG. 1894 DEPORTIERT 1943 AUSCHWITZ ?                                                            | Friedrichstraße 46 ·                       | Henriette Dymak wurde am 17. Mai 1894 in Swarzędz (Polen) geboren.         |
|              | HIER WOHNTE LINA DYMAK GEB. SCHACHNE JG. 1862 DEPORTIERT 1942 THERESIENSTADT ERMORDET IN MINSK                              | Friedrichstraße 46 ·                       | Lina Dymak wurde am 24. September 1862 in Śrem (Polen) geboren.            |
|              | HIER WOHNTE RUDOLF DYMAK JG. 1890 AUSGEWIESEN 1942 RICHTUNG OSTEN ?                                                         | Friedrichstraße 46 ·                       | Rudolf Dymak wurde am 1. August 1890 in Swarzędz (Polen) geboren.          |
|              | HIER WOHNTE DR. EGON HÖNIGSBERG JG. 1899 FLUCHT 1933 PALÄSTINA ÜBERLEBT                                                     | Siedlerweg 14 ·                            | Egon Hönigsberg wurde 1899 in Bernkastel-Kues geboren. Er wurde Mediziner. |
|              | HIER WOHNTE GABRIELE HÖNIGSBERG JG. 1928 FLUCHT 1933 PALÄSTINA ÜBERLEBT                                                     | Siedlerweg 14 ·                            | Gabriele Hönigsberg                                                        |
|              | HIER WOHNTE RUTH HÖNIGSBERG GEB. FRANKENSTEIN JG. 1902 FLUCHT 1933 PALÄSTINA ÜBERLEBT                                       | Siedlerweg 14 ·                            | Ruth Hönigsberg geb. Frankenstein                                          |
|              | HIER WOHNTE SULAMITH HÖNIGSBERG JG. 1925 FLUCHT 1933 PALÄSTINA ÜBERLEBT                                                     | Siedlerweg 14 ·                            | Sulamith Hönigsberg                                                        |
|              | HIER ARBEITETE ALFRED WILLY KARFUNKELSTEIN JG. 1894 VERHAFTET 1938 KZ ORANIENBURG VERSTECKT ÜBERLEBT                        | Friedrichstraße 9 ·                        | Alfred Willy Karfunkelstein                                                |
|              | HIER ARBEITETE IRMA LUISE KARFUNKELSTEIN GEB. GOLZ JG. 1892 ÜBERLEBT                                                        | Friedrichstraße 9 ·                        | Irma Luise Karfunkelstein geb. Golz                                        |
|              | HIER WOHNTE ADOLF PAUL PUTZIGER JG. 1921 FLUCHT 1940 SOWJETUNION SHANGHAI USA                                               | Woltersdorfer Landstraße 50 ·              | Adolf Paul Putziger                                                        |
|              | HIER WOHNTE FRIEDA EMMA PUTZIGER JG. 1891 GEDEMÜTIGT / ENTRECHTET ZWANGSVERKAUF VON HAUS UND GRUNDSTÜCK MIT HILFE ÜBERLEBT  | Woltersdorfer Landstraße 50 ·              | Frieda Emma Putziger                                                       |
|              | HIER WOHNTE FRITZ BRUNO PUTZIGER JG. 1889 'SCHUTZHAFT' 1938 SACHSENHAUSEN ZURÜCKGESTELLT VOR DEPORTATION MIT HILFE ÜBERLEBT | Woltersdorfer Landstraße 50 ·              | Fritz Bruno Putziger                                                       |
|              | HIER WOHNTE URSULA ALICE PUTZIGER JG. 1922 GEDEMÜTIGT / ENTRECHTET MIT HILFE ÜBERLEBT                                       | Woltersdorfer Landstraße 50 ·              | Ursula Alice Putziger                                                      |
|              | HIER WOHNTE ALFRED SELIGMANN JG. 1877 DEPORTIERT AUSCHWITZ ERMORDET 18.7.1943                                               | Ahornallee 34 ·                            | Alfred Seligmann wurde am 4. Mai 1877 in Barmen-Elberfeld geboren.         |
|              | HIER WOHNTE EVA SELIGMANN JG. 1912 FLUCHT ENGLAND ÜBERLIEBT                                                                 | Ahornallee 34 ·                            | Eva Seligmann                                                              |
|              | HIER WOHNTE MARGARETE SELIGMANN GEB. FRITZ ÜBERLIEBT                                                                        | Ahornallee 34 ·                            | Margarete Seligmann geb. Fritz                                             |
|              | HIER WOHNTE RAIMUND SELIGMANN JG. 1914 FLUCHT IN DEN TOD                                                                    | Ahornallee 34 ·                            | Raimund Seligmann                                                          |
|              | HIER WOHNTE HERTA STRIEM JG. 1900 DEPORTIERT 1942 ERMORDET IN RIGA                                                          | Sonnenweg 4 · (Wohnstätten Gottesschutz) · | Herta Striem wurde am 14. Oktober 1900 in Wieleń (Polen) geboren.          |
|              | HIER WOHNTE ELLY WACHTEL JG. 1895 DEPORTIERT 1942 THERESIENSTADT ERMORDET IN AUSCHWITZ                                      | Sonnenweg 4 · (Wohnstätten Gottesschutz) · | Elly Wachtel wurde am 8. August 1895 in Berlin geboren.                    |

## Verlegedaten
- 9. Mai 2006: Ahornallee 34, Friedrichstraße 9
- 29. September 2006: Sonnenweg 4 (Wohnstätten Gottesschutz)
- 13. Juli 2007: Friedrichstraße 46
- 4. Juli 2008: Siedlerweg 14
- 6. August 2014: Woltersdorfer Landstraße 50